# جينيفر هوب ويلز
جينيفر هوب ويلز (بالإنجليزية: Jennifer Hope Wills)‏ هي مغنية وممثلة أمريكية، ولدت في 8 مايو 1973 في بالتيمور في الولايات المتحدة.

## وصلات خارجية
- جينيفر هوب ويلز على موقع ميوزك برينز (الإنجليزية)
- جينيفر هوب ويلز على موقع قاعدة بيانات برودواي على الإنترنت (الإنجليزية)